# CoRoT-1
CoRoT-1, früher CoRoT-Exo-1 genannt, ist ein Hauptreihenstern der Spektralklasse G0, bei dem ein Exoplanet entdeckt wurde. Dieser Exoplanet war der erste durch die CoRoT-Mission entdeckte Planet und erhielt die Bezeichnung „CoRoT-1 b“.
CoRoT-1 liegt im Sternbild Einhorn und ist über 1500 Lichtjahre von der Erde entfernt. Er besitzt eine scheinbare Helligkeit von 13,6 mag.